# Chyrów (stacja kolejowa)
Chyrów – stacja kolejowa w Chyrowie w obwodzie lwowskim Ukrainy.
Znajduje się w odległości 33 km od stacji Przemyśl Główny, 19 km od Krościenka i 112 km od Stryja.

## Historia
Stacja w Chyrowie powstała w czasie budowy w latach 1869-1872 Pierwszej Węgiersko-Galicyjskiej Kolei Żelaznej, która została oddana do użytku 25 grudnia 1872. W Przemyślu łączyła się z koleją galicyjską im. Karola Ludwika, a w Zagórzu z Galicyjską Koleją Transwersalną. W Chyrowie rozpoczynała swój bieg Kolej Dniestrzańska, czyli odcinek Kolei Transwersalnej prowadzący do Stryja. Była to linia kolejowa dwutorowa, normalnotorowa.
W czasie I wojny światowej, w 1916 na dworcu w Chyrowie znalazł się pisarz Jaroslav Hašek, fakt ten znalazł odbicie w powieści Przygody dobrego wojaka Szwejka.
Po II wojnie światowej, kiedy Chyrów został włączony do ZSRR, zmieniono układ torów, dodając na odcinku Niżankowice-Chyrów-Smolnica dwa tory szerokie. Tory są nałożone na siebie według schematu: Sz1 - N1 - Sz2 - N2, gdzie "Sz" oznacza szynę należącą do toru szerokiego, "N" - szynę toru zwykłego. Linię szerokotorową doprowadzono również do Ustrzyk Dolnych, jednak przed korektą granic została zdemontowana.
W okresie PRL po linii normalnotorowej przez Chyrów jeździł eksterytorialny pociąg relacji Przemyśl-Zagórz, strzeżony przez radzieckich pograniczników, przejeżdżający przez przejście graniczne Krościenko-Chyrów i specjalny wjazd w Malhowicach.

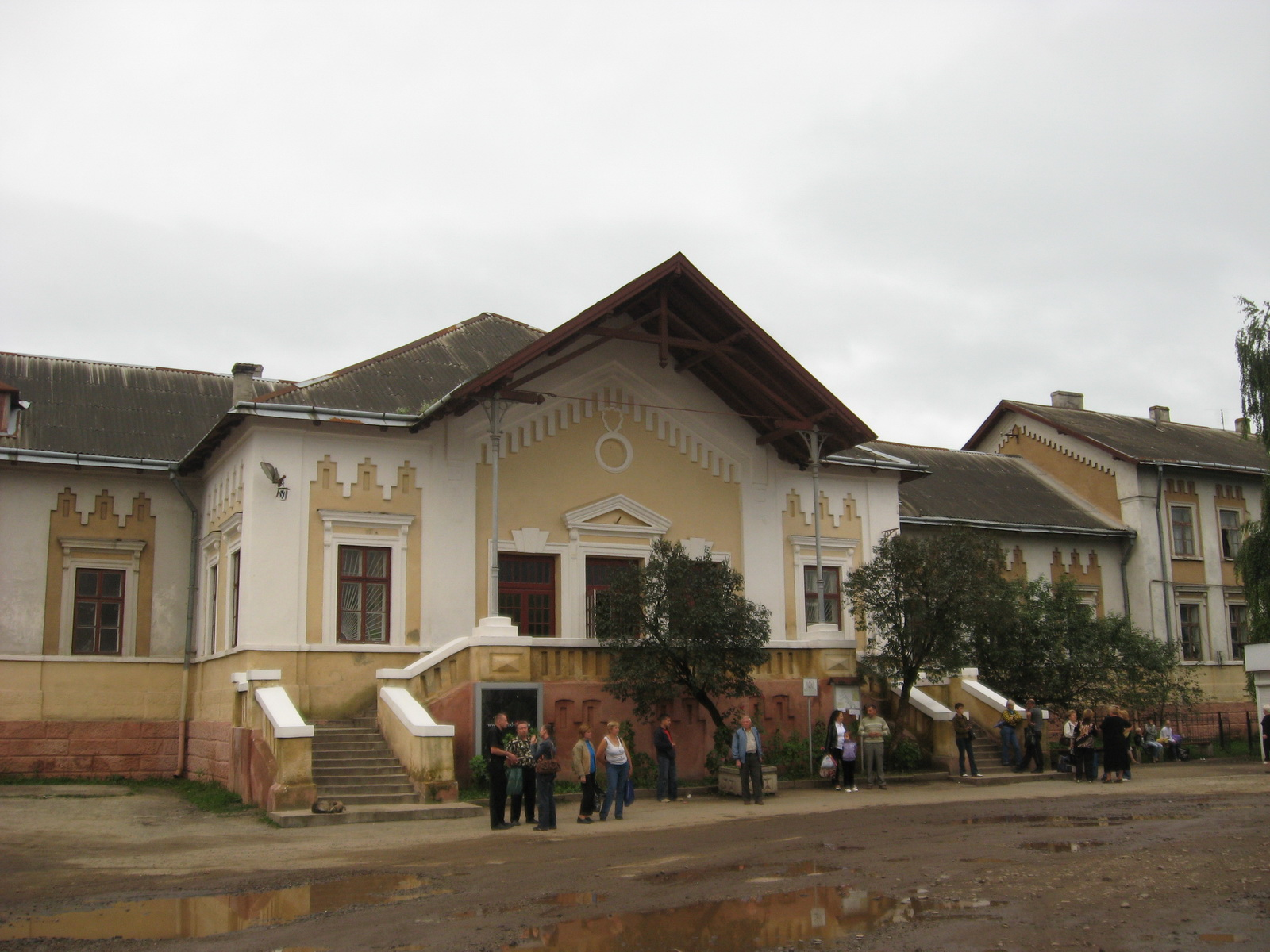
Stacja w Chyrowie od frontu, od strony dworca autobusowego

## Współczesność
Linią normalnotorową do 1994 roku jeździły eksterytorialne polskie pociągi relacji Przemyśl - Ustrzyki Dolne - Zagórz. Jeszcze do listopada 2010 roku jeździły nią międzynarodowe pociągi relacji Chyrów-Ustrzyki Dolne (okresowo do Jasła). W lutym 2023 roku zakończono trwającą prawie rok przebudowę i modernizację linii kolejowych zbiegających się w Chyrowie ze wszystkich trzech kierunków. W ramach prac odtworzono także tory o rozstawie szyn 1435 mm łączące Chyrów z granicą Polski w Krościenku oraz Malhowicach.
Obecnie linia normalnotorowa nie jest wykorzystywana ze względu na zawieszenie kursowania pociągów na polskim odcinku Krościenko - Ustrzyki Dolne - Zagórz. Na linii szerokotorowej funkcjonuje lokalna komunikacja kolejowa do Niżankowic, Starzawy i Sambora.

## Linki zewnętrzne

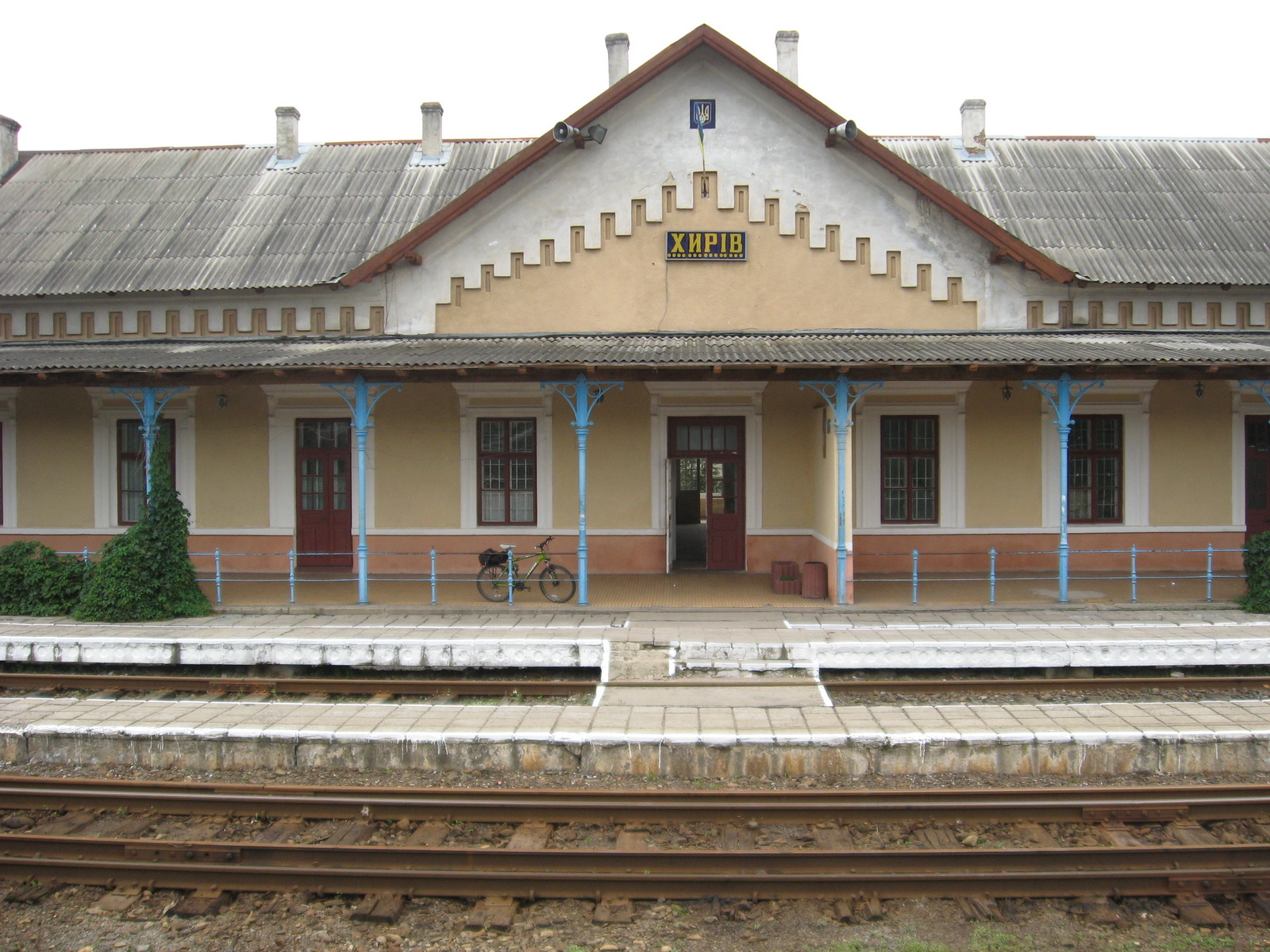
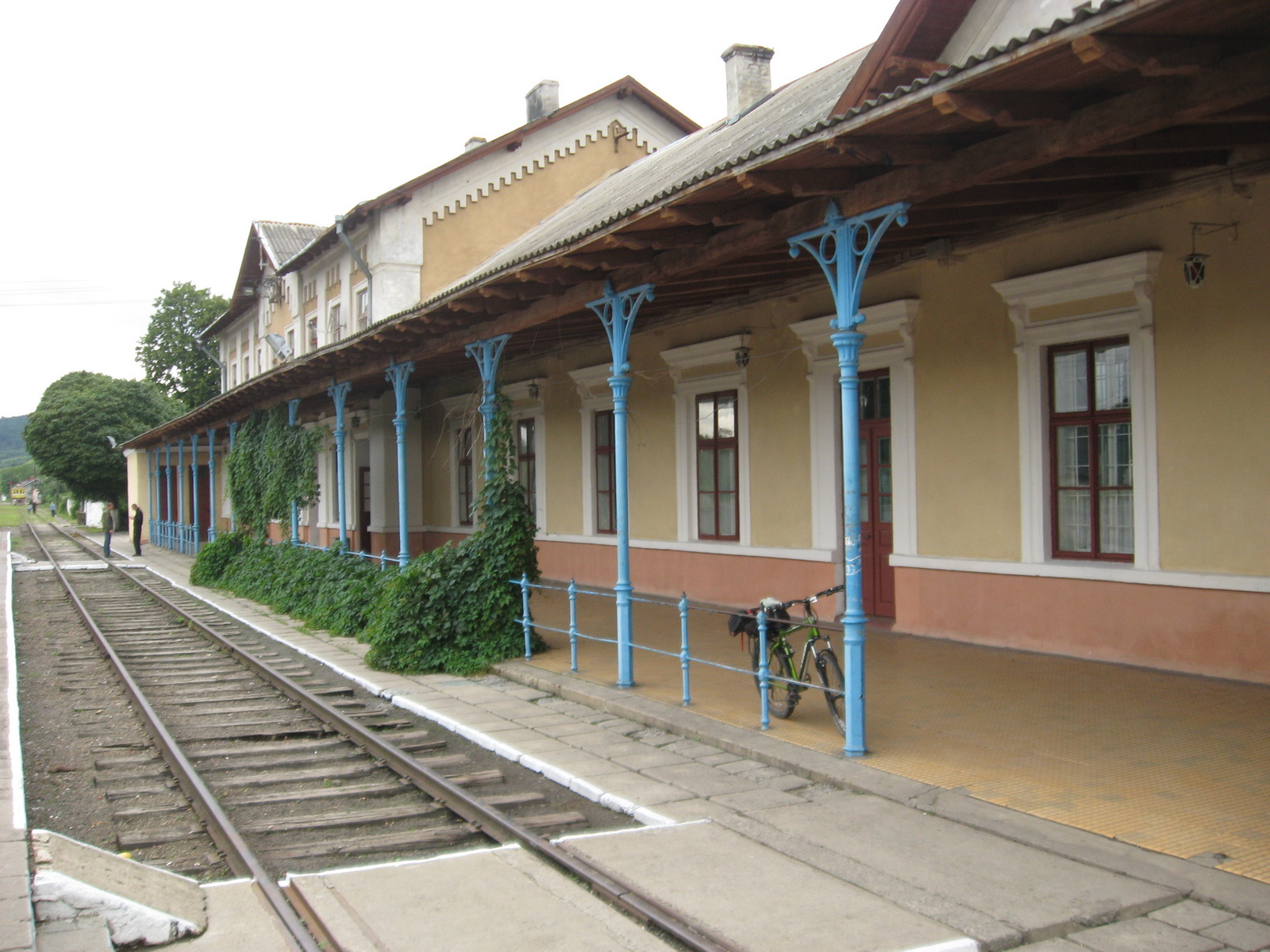
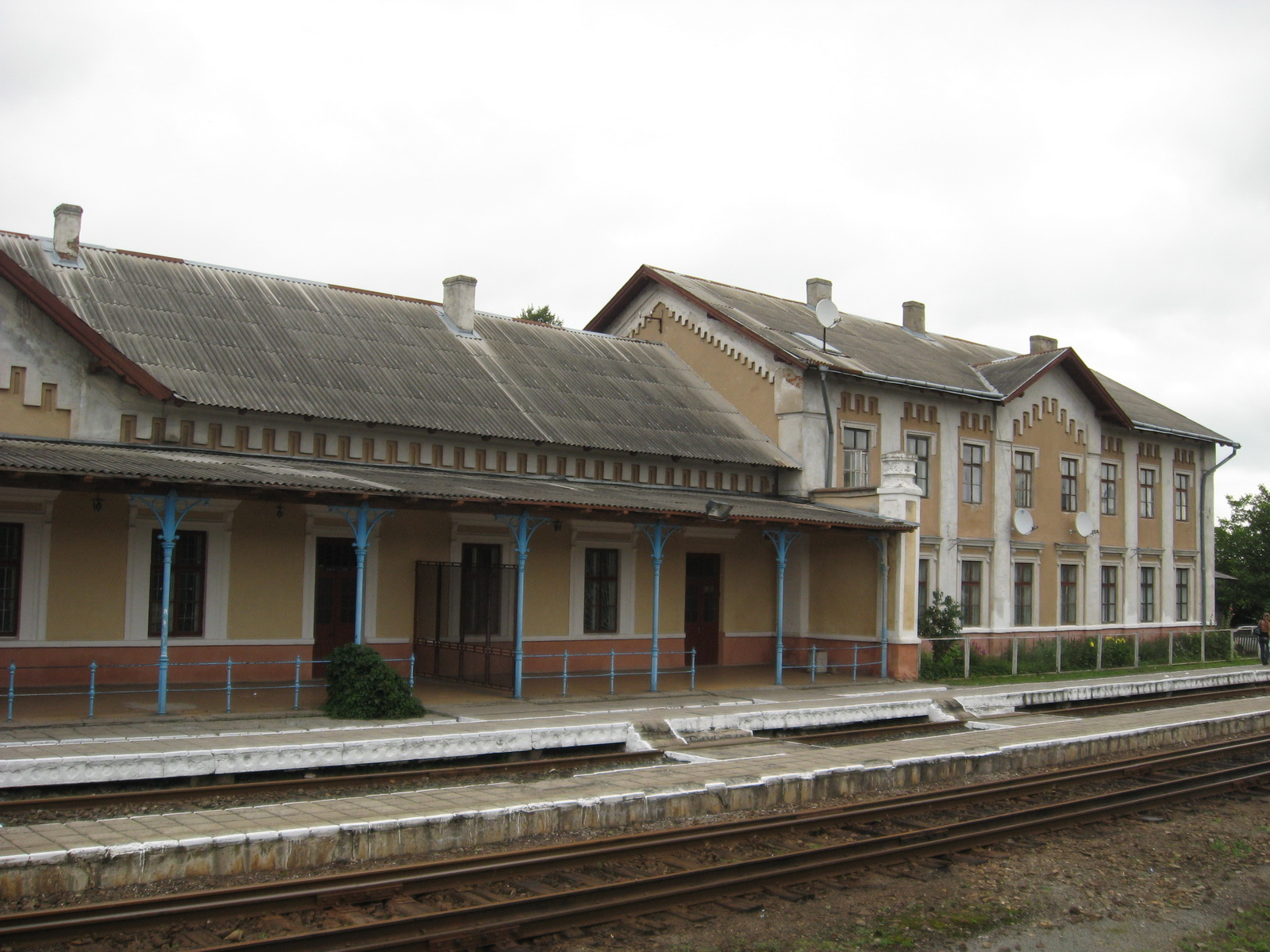
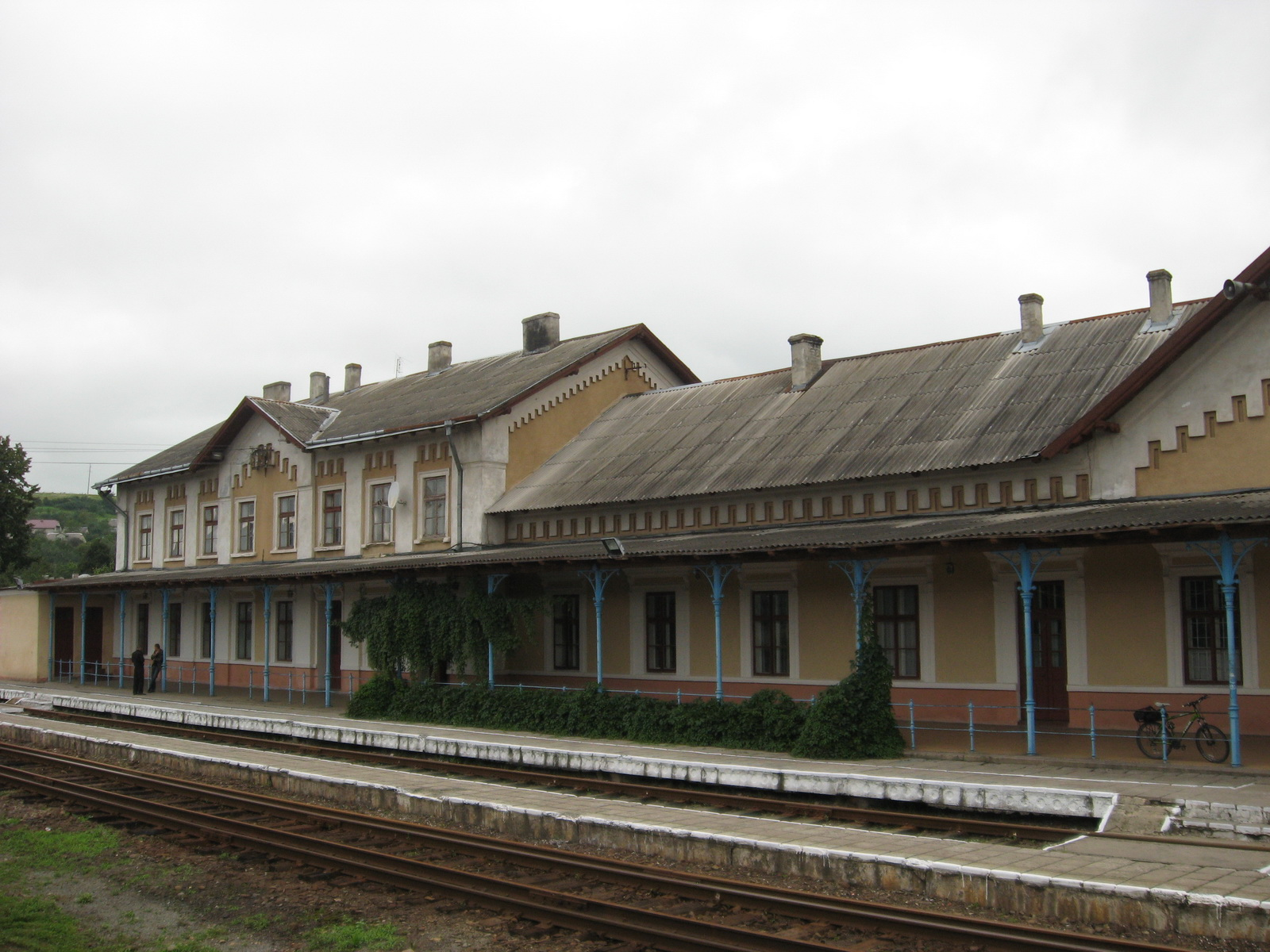
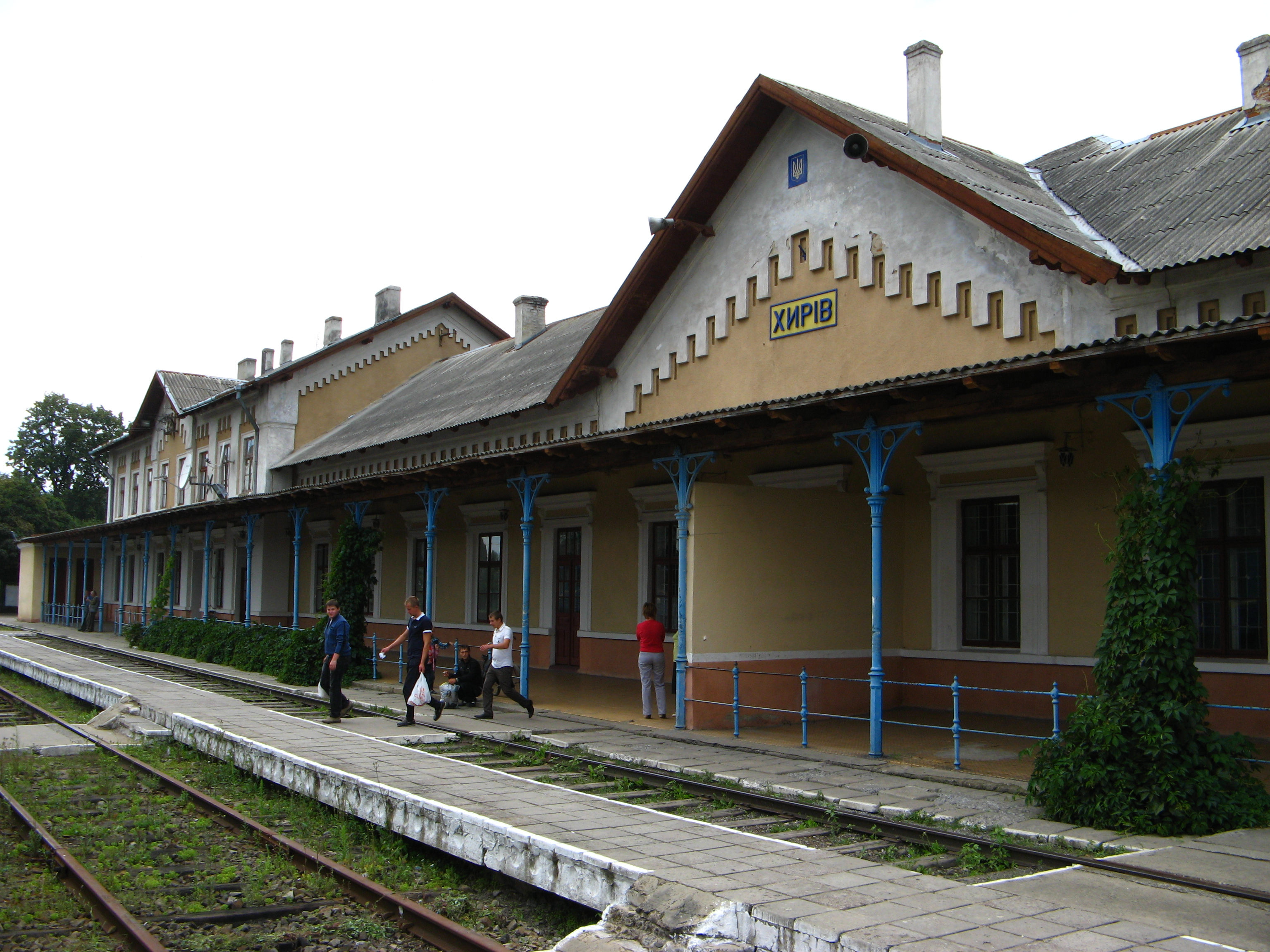
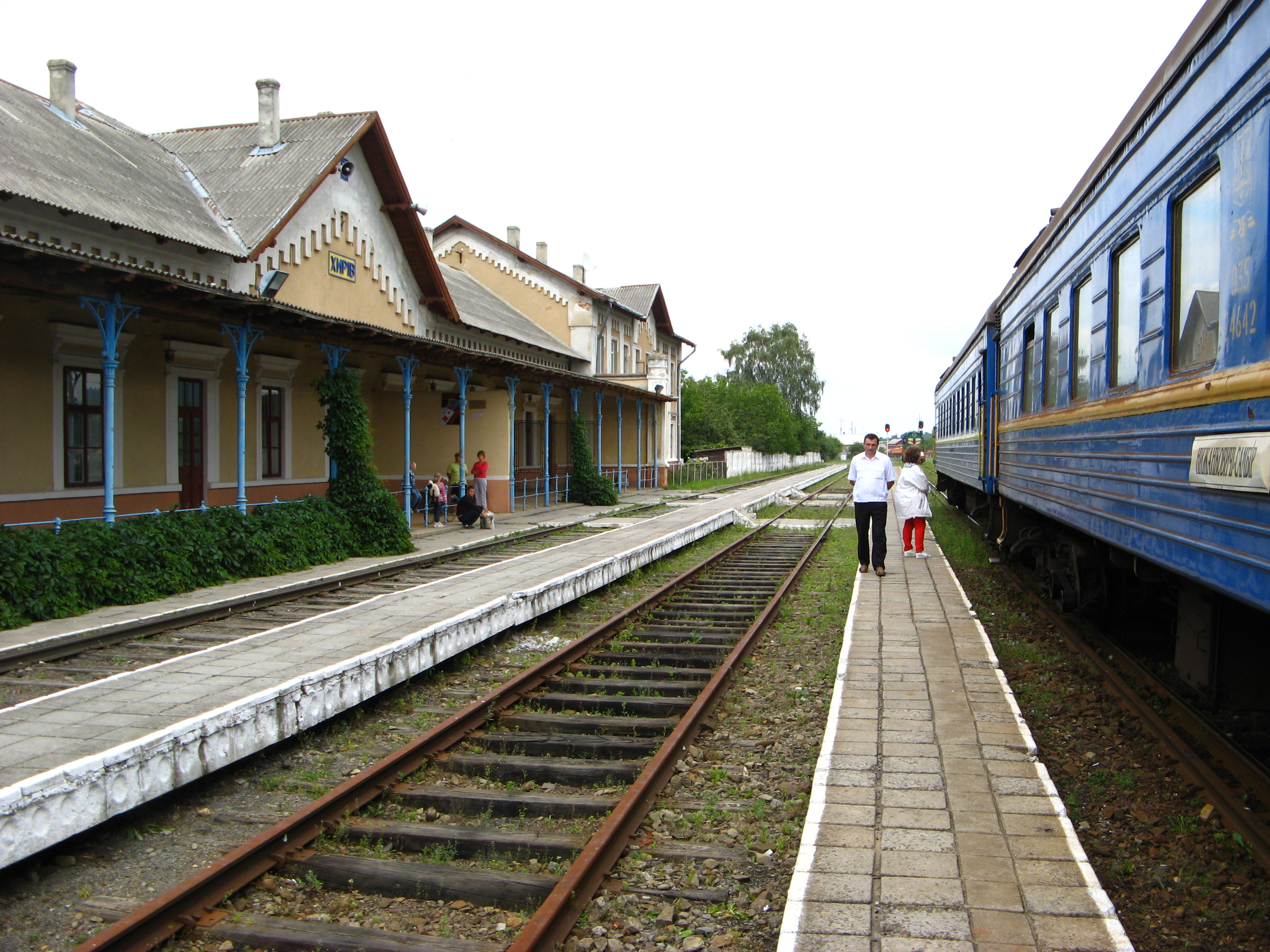
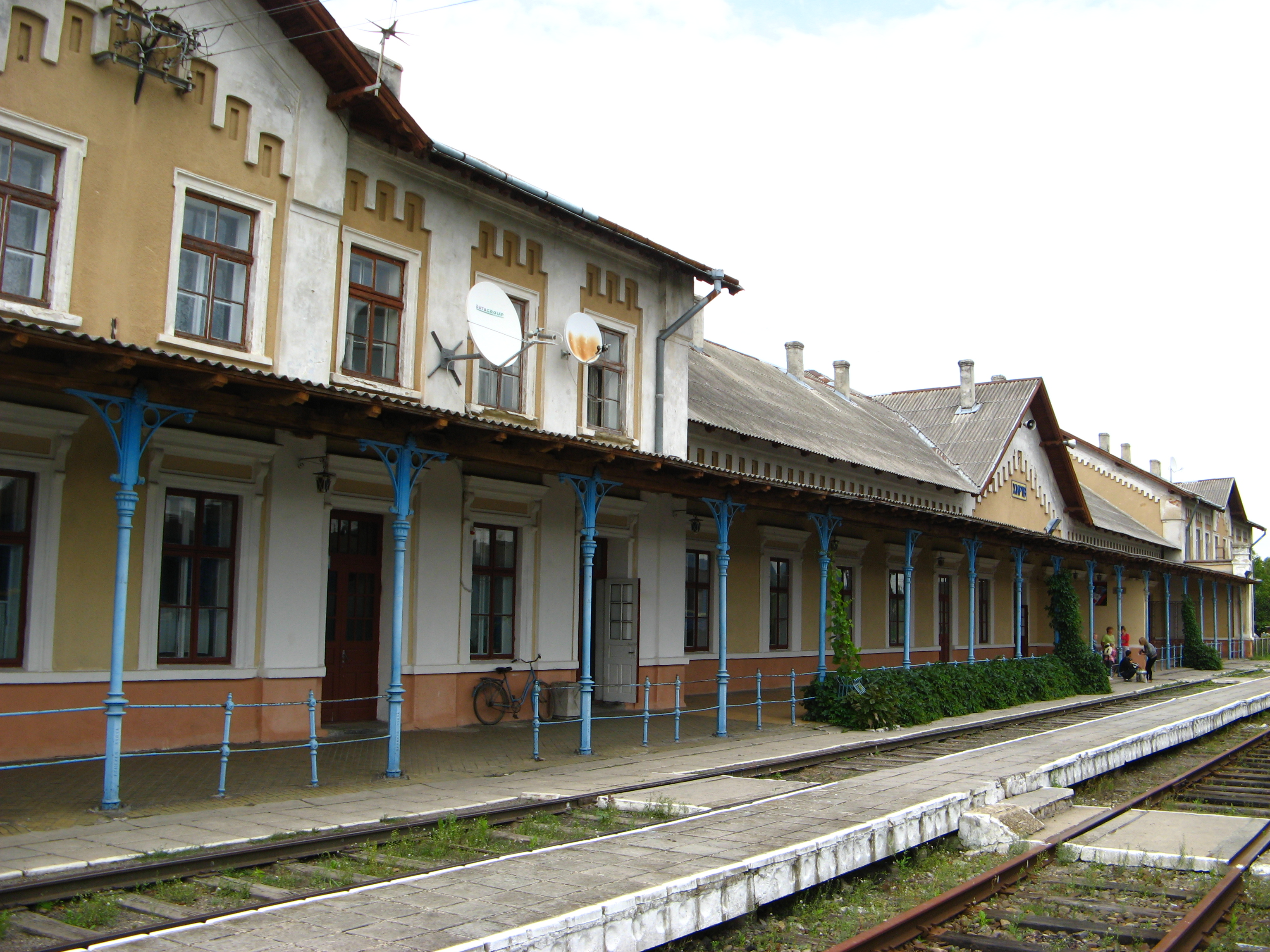
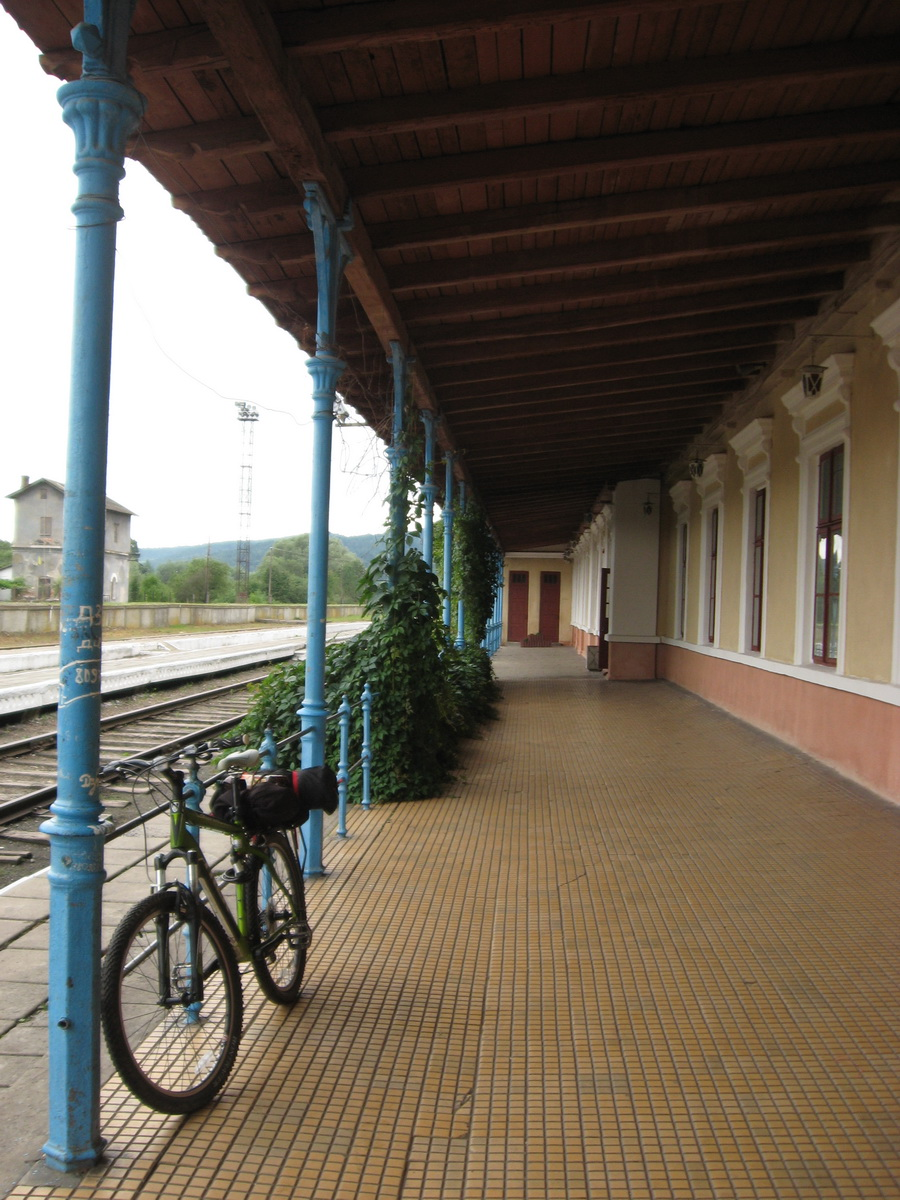